# دمیتری پاولوف
دمیتری پاولوف (به روسی: Дми́трий Григо́рьевич Па́влов) (۲۳ اکتبر ۱۸۹۷ – ۲۲ ژوئیهٔ ۱۹۴۱) یک ژنرال اهل شوروی بود. او در ابتدای شروع عملیات بارباروسا در ژوئن ۱۹۴۱ فرمانده جبهه غربی شوروی بود ولی پس از شکست‌های سنگین این جبهه، تنها شش روز پس از آغاز تهاجم از سمت خود برکنار شد. او سپس به اتهام کوتاهی در انجام وظایف فرماندهی بازداشت و محاکمه شد و سرانجام در ۲۲ ژوئیه ۱۹۴۱ به حکم دادگاه نظامی اعدام شد.
وی درجه پرچم سرخ، نشان لنین و نشان قهرمان اتحاد شوروی دریافت کرد.

## زندگی‌نامه
پاولوف در جریان جنگ جهانی اول به عنوان یک افسر جزء در نیروی زمینی امپراتوری روسیه خدمت کرد. سال ۱۹۱۹ به ارتش سرخ پیوست. در جریان جنگ داخلی روسیه، یک دسته و یک گروهان سواره‌نظام را فرماندهی کرد و دستیار فرمانده یک هنگ سواره‌نظام در جبهه‌های مختلف بود. پاولوف دوره دانشسرای عالی سواره‌نظام امسک را سال ۱۹۲۲ و دوره دانشکده نظامی فرونزه را سال ۱۹۲۸ به اتمام رساند. از سال ۱۹۲۸ هنگ‌های سواره‌نظام و مکانیزه را فرماندهی نمود. پاولوف دوره‌های دانشکده نظامی-فنی را طی مرد. سال ۱۹۳۴ تا ۱۹۳۶ فرمانده-کمیسیار یک تیپ سواره‌نظام بود. بین سال‌های ۱۹۳۶ تا ۱۹۳۷ در مقام فرماندهی یک تیپ تانک، در جنگ داخلی اسپانیا حضور یافت و به جهت عملکرد خود، جزو نخستین افراد، عنوان «قهرمان اتحاد شوروی» را دریافت کرد. ماه نوامبر سال ۱۹۳۷ رئیس اداره زره و تانک ارتش سرخ شد. در جریان جنگ زمستان علیه فنلاند در سال‌های ۱۹۳۹ و ۱۹۴۰ یک سپاه را فرماندهی کرد و در دور زدن دفاع خط مانرهیم نقش داشت. ماه ژوئن سال ۱۹۴۰ به فرماندهی منطقه ویژه نظامی غرب برگزیده شد. پاولوف سال ۱۹۴۱ به درجه ژنرال نیروی زمینی ترفیع یافت. با آغاز عملیات بارباروسا، تهاجم آلمان به شوروی، در ماه ژوئن سال ۱۹۴۱، یگان تحت امر او به جبهه غربی تغییر عنوان داد. او تلاش کرد با نیروهایی با آمادگی اندک، پیشروی گروه ارتش مرکز ورماخت را متوقف کند اما ارتش‌های تحت امر او در نهایت در نبرد بیاویستوک-مینسک، به محاصره افتادند و منهدم شدند. بدین ترتیب، پاولوف به اتهام «بزدلی و ناکارآمدی»، روز ۳۰ ژوئن از مقام خود عزل و دستگیر گردید. او در نهایت روز ۲۸ ژوئیه سال ۱۹۴۱ اعدام شد. به عقیده کرگ لوتر، تاریخ‌دان آمریکایی، پاولوف احتمالاً بهتر یا بدتر از سایر فرماندهان ارتش سرخ در مناطق غربی در آن هنگام نبود بلکه او قربانی میل ژوزف استالین، رهبر شوروی، برانداخته شدن تقصیر شکست‌های بزرگ اولیه به گردن دیگران شد. از پاولوف پس از مرگش در جریان استالین‌زدایی، در سال ۱۹۵۷ اعاده حیثیت گردید. او در طول خدمت نظامی خود سه نشان لنین و دو نشان بیرق سرخ دریافت کرد.